# Videogiochi nel 2020

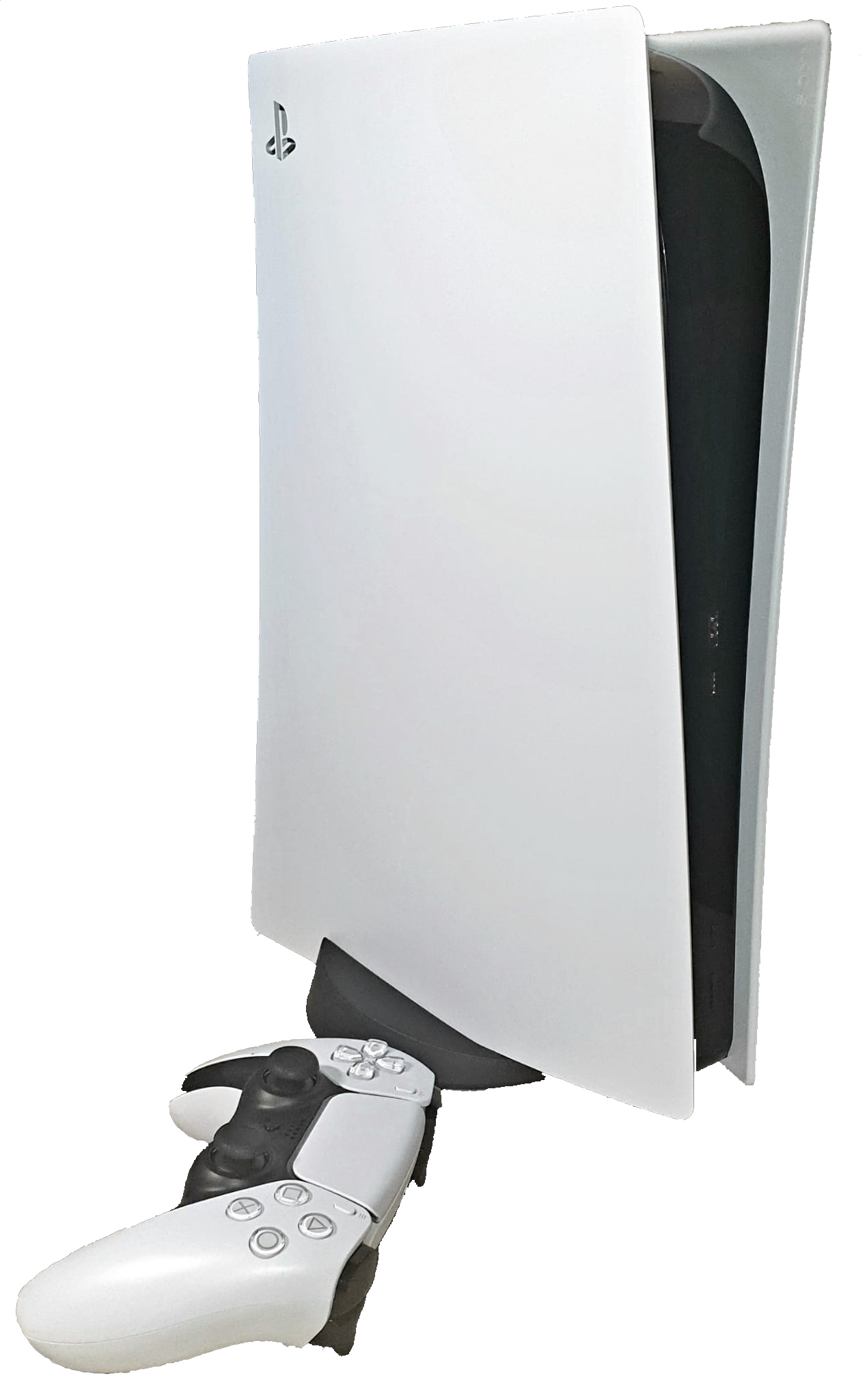
PlayStation 5

Eventi rilevanti avvenuti nell'industria dei videogiochi nel 2020. 
Per un elenco delle voci su giochi usciti nell'anno vedi Categoria:Videogiochi del 2020.

## Eventi
- La pandemia di COVID-19 favorisce l'industria dei videogiochi, dato che il gioco in rete permette di socializzare senza rischi[1].
- 12 novembre - Esce la console PlayStation 5 in Giappone, Stati Uniti e Australasia.
- 19 novembre - Esce la console PlayStation 5 in Europa.
- Escono le console Xbox Series X e Series S.
- Esce la console Atari VCS.
- Esce la retro-console Game & Watch: Super Mario Bros.
- Viene lanciato il servizio di cloud gaming Xbox Cloud Gaming.
- Viene lanciato il servizio di cloud gaming GeForce Now.

## Classifiche
- I 10 giochi più venduti secondo le statistiche di VGChartz sono, in ordine decrescente: Animal Crossing: New Horizons, Ghost of Tsushima, Final Fantasy VII Remake, 51 Worldwide Games, The Last of Us Parte II, Hades, 13 Sentinels: Aegis Rim (del 2019), Granblue Fantasy Versus, Astro's Playroom, Dirt 5[2].
- I 10 giochi più apprezzati dalla critica secondo le statistiche di Metacritic sono, in ordine decrescente: Persona 5 Royal, The Last of Us Parte II, Hades, Half-Life: Alyx, Ori and the Will of the Wisps, Demon's Souls (PS5), Dragon Quest XI: Echi di un'era perduta Definitive Edition, Microsoft Flight Simulator, Crusader Kings III, F1 2020[3].